# Teatr Powszechny w Warszawie
Teatr Powszechny im. Zygmunta Hübnera – teatr w Warszawie założony w 1944, znajdujący się przy ulicy Jana Zamoyskiego 20, w dzielnicy Praga-Południe.

## Historia[1]
Przed II wojną światową u zbiegu alei Zielenieckiej i ul. Jana Zamoyskiego znajdowało się Kino Bomba, działające od 1920. W międzywojniu przemianowane zostało na Kino Popularne. Działalność teatralna została zapoczątkowana w 1944, z inicjatywy Jana Mrozińskiego. Instytucja otrzymała wtedy nazwę Teatr Popularny. 10 lutego 1945 odbył się tam pierwszy spektakl – Moralność pani Dulskiej. We wrześniu 1945 miejsce przemianowano na Teatr Powszechny.
Do końca lat czterdziestych Powszechny był główną siedzibą warszawskich Miejskich Teatrów Dramatycznych. W tym czasie jego dyrektorami byli: Jan Mroziński, Eugeniusz Poreda, Józef Maśliński, Czesław Szpakowicz, a także Andrzej Krasicki. Na przełomie lat czterdziestych i pięćdziesiątych teatr przeszedł przebudowę, by w lipcu 1950 ruszyć ponownie, tym razem pod kierownictwem Karola Borowskiego. W połowie lat pięćdziesiątych na krótko dyrekcję objął Henryk Szletyński, a po nim, w sezonie 1956/1957, Tadeusz Kaźmierski. Wraz z Kaźmierskim pojawiła się w Powszechnym na stanowisku kierownika artystycznego Irena Babel. Od tego czasu ranga Powszechnego na teatralnej mapie stolicy, a z czasem i Polski, znacznie wzrosła. Pierwszy sukces zdobył spektakl Babel Wojna i pokój. Tak był opisywany w ówczesnej krytyce:
Autorzy sztuki <...> zbudowali dwie sceny jedną nad drugą: na tej wysoko rozgrywają się wypadki historyczne, na tej niżej prywatne życie bohaterów sztuki. Widać wówczas jasno, jak na dłoni, jak mocno splecione są losy pojedynczych ludzi z wypadkami politycznymi, nadto jeszcze Narrator łączy te wątki przy pomocy rozmów, jakie toczy, zarówno z bohaterami jednej jak i drugiej sceny. Na proscenium zbudowane są trzy miejsca dla bohaterów akcji. Siadają oni tu po to, by wyciągnąć wnioski z chwil przeżytych na scenie, pokazać widzom swe przeżycia wewnętrzne
Pozytywne recenzje zebrały również inne spektakle w reżyserii Babel (Zaklinacz deszczu, Kaukaskie kredowe koło), a także realizacje innych reżyserów: Eurydyka w reżyserii Jacka Szczęka, czy Król w kraju rozkoszy w reżyserii Wandy Laskowskiej. Powszechny słynął wtedy nie tylko z głośnych przedstawień, ale także z wybitnych aktorskich kreacji. Grali tu wówczas Zofia Kucówna, Wiesława Mazurkiewicz, Zofia Rysiówna, Ryszard Barycz, Tadeusz Janczar i Adam Hanuszkiewicz, który w Powszechnym pojawił się najpierw jako aktor, potem jako reżyser, by w 1963 objąć dyrekcję teatru. W 1969 został mianowany dyrektorem Teatru Narodowego w Warszawie. 1 marca 1970 teatr został zamknięty dla gruntownego remontu i wznowił swoją działalność w 1975.
W 1975 dyrektorem teatru został Zygmunt Hübner, reżyser i aktor. Zygmunt Hübner skoncentrował wokół sceny najlepszych ówcześnie aktorów: Mariusza Benoit, Janusza Gajosa, czy Krystynę Jandę. Pierwszym spektaklem po długiej przerwie została inscenizacja Sprawy Dantona w reżyserii Andrzeja Wajdy. Według ówczesnych krytyków "przedstawieniem Sprawy Dantona Teatr Powszechny z miejsca stanął w rzędzie czołowych scen Warszawy". Kolejny wielki sukces zyskał spektakl Lot nad kukułczym gniazdem w reżyserii Hübnera. Krytycy charakteryzowali tę inscenizację jako "przedstawienie interesujące, przenikliwe i mądre - znakomite przy tym od strony czysto teatralnej", "sukces polskiego teatru, przekonujący raz jeszcze o swojej pozycji na mapie teatralnej świata". W 1989 zmarł Zygmunt Hübner, a dyrektorem artystycznym Teatru Powszechnego został Andrzej Wajda. Po roku na krótki okres zastąpił go Maciej Wojtyszko, a od 1991 do 2007 dyrektorem naczelnym i artystycznym teatru był Krzysztof Rudziński, który zastosował formułę teatru gwiazdorskiego. W latach 2007–2011 dyrektorem naczelnym i artystycznym był reżyser Jan Buchwald.
W latach 2009–2010 przeprowadzono remont generalny budynku teatru (zrealizowany przy pomocy funduszy Unii Europejskiej). W okresie remontu zespół grał gościnnie na deskach innych warszawskich teatrów.

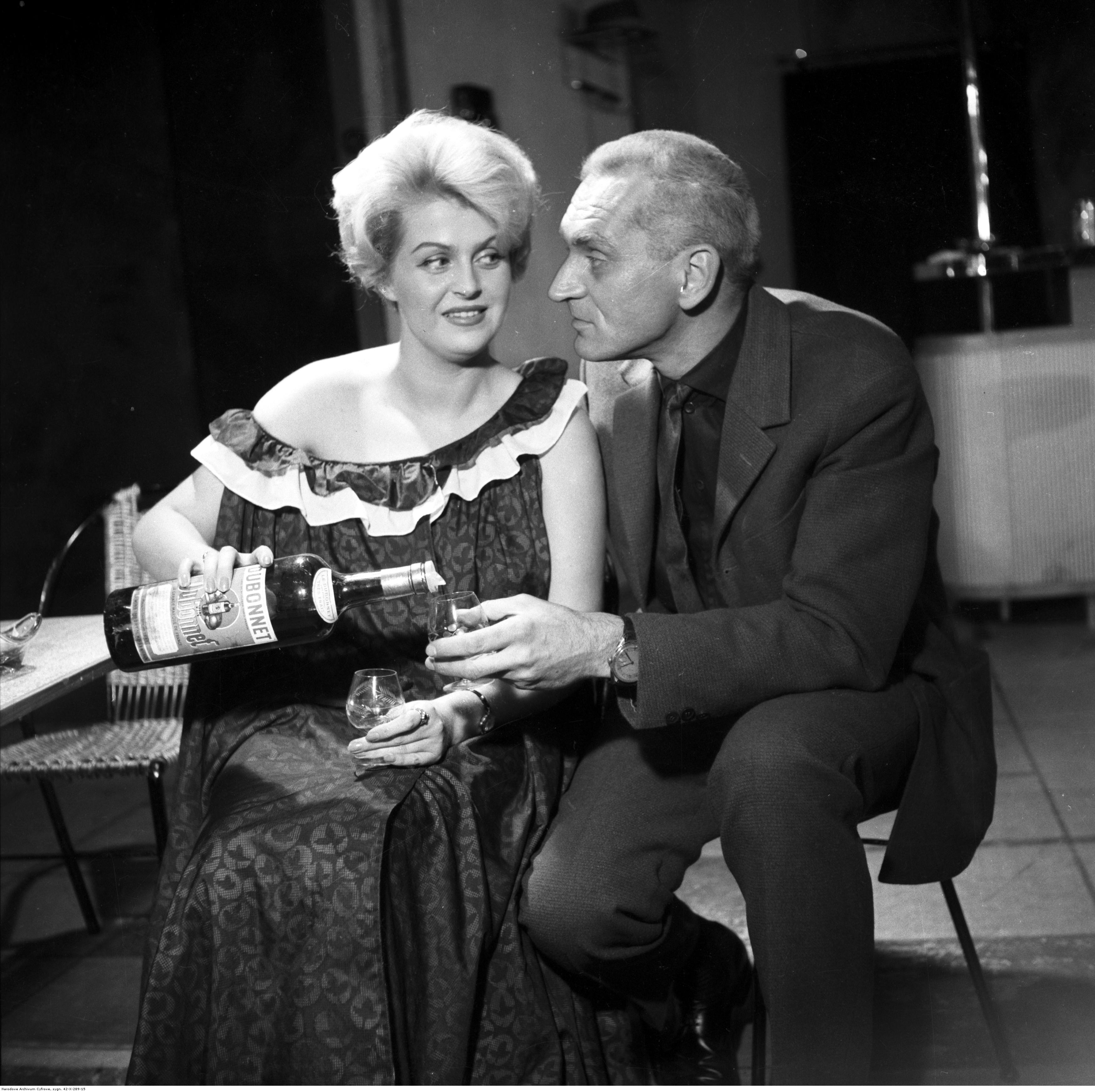
Małgorzata Lorentowicz i Władysław Głąbik w spektaklu na scenie teatru, 1962

Od września 2011 dyrektorem był Robert Gliński. W 2013 dyrekcję objął Paweł Łysak wraz z Pawłem Sztarbowskim – wcześniej dyrektorzy Teatru Polskiego w Bydgoszczy. Powołując się na Zygmunta Hübnera, pragną tworzyć „Teatr, który się wtrąca”, nowoczesną instytucję kultury łączącą wiele przedsięwzięć i podejmującą dyskusję z widzami na najbardziej gorące tematy. Wyrazisty profil teatru wynika zwłaszcza ze specyfiki spektakli autorstwa zapraszanych reżyserów Agnieszka Błońska, Maja Kleczewska, Ewelina Marciniak, Barbara Wysocka, Oliver Frljić, Wiktor Rubin, Michał Zadara), a także działalności społecznej i animacyjno-edukacyjnej.
W budynku teatru w latach 2015–2018 działał klub muzyczny Mózg Powszechny, który organizował liczne koncerty, wieczory improwizacji, a także inne wydarzenia muzyczne, przedstawiające muzykę jazzową, ambientalną oraz elektroniczną. Mózg Powszechny był filią bydgoskiego klubu Mózg.
W teatrze działa także Stół Powszechny, czyli kawiarnia i przestrzeń warsztatowa, organizująca wydarzenia dla migrantów oraz dzieci i seniorów i prowadzona przez Fundację Strefa WolnoSłowa.
Teatr Powszechny razem z organizacjami warszawskiej Pragi stworzył coroczny Festiwal Otwarta Ząbkowska, który w wakacyjne miesiące ściąga na ul. Ząbkowską (zamykaną wtedy dla ruchu samochodowego) tłumy mieszkańców stolicy i turystów, którzy aktywnie uczestniczą w wielu wydarzeniach, takich jak np.: koncerty, spektakle, słuchowiska, warsztaty dla dzieci i młodzieży, wystawy, otwarty antykwariat, czy silent disco na świeżym powietrzu.
W 2016 odbyła się pierwsza edycja Festiwalu Sztuki i Społeczności „Miasto Szczęśliwe”, który wpisuje się w plany Zintegrowanego Programu Rewitalizacji m. st. Warszawy. Tytuł festiwalu nawiązuje do książki Charlesa Montgomery’ego, w której zajmuje się on tym, jak miasto, jego organizacja i infrastruktura, wpływają na jakość i styl życia mieszkańców. Festiwal poprzez szereg wydarzeń performatywnych, debat i spektakli (również z zagranicy) proponuje nową formę dialogu instytucji kultury i organizacji pozarządowych, propaguje również idee wolności, demokracji, współpracy i obywatelskości. W ramach „Miasta Szczęśliwego” przed teatrem powstał także Ogród Powszechny (działający od maja do października), czyli społecznościowy ogród miejski, który łączy aktywności kulturalne (wspólnotowe spotkania, czytania, koncerty) z ekologicznymi (sadzenie drzew, krzewów, kwiatów i warzyw; ogrodnictwo działkowe; dbanie o zieleń miejską). W październiku 2016 Teatr Powszechny był organizatorem Kongresu Kultury 2016. W dniach 17-18 grudnia 2017 odbyło się w Teatrze Powszechnym Forum Przyszłości Kultury.

## Patron Teatru Powszechnego
Zygmunt Hübner rozpoczął pracę w Teatrze Powszechnym w Warszawie w 1974 i był z nim związany aż do śmierci. Do 1977 pracował tam jako kierownik artystyczny, a od 1977 jako dyrektor naczelny i artystyczny. Dzięki swojemu talentowi artystycznemu i organizacyjnemu oraz współpracy z najwybitniejszymi indywidualnościami polskiego teatru powtórzył sukces z pracy w Starym Teatrze, czyniąc z Teatru Powszechnego jedną z najlepszych scen w kraju. Swoje podejście do teatru sformułował tak:
Jestem zwolennikiem teatru, który się wtrąca. <...> Teatru, który się wtrąca do polityki, do życia społecznego i do najbardziej intymnych spraw ludzkich. Teatru, który w tych sprawach ma własne zdanie, otwarcie je wypowiada i stara się go bronić – ze sceny, ma się rozumieć.
Wyreżyserował tam wiele ważnych i cenionych spektakli, m.in. Lot nad kukułczym gniazdem (1977) Dale’a Wassermana na podstawie powieści Kena Keseya, Zemstę (1978) Aleksandra Fredry, Spiskowców na podstawie powieści W oczach Zachodu (1980) Josepha Conrada, Iwonę, księżniczkę Burgunda (1983) Witolda Gombrowicza, Garderobianego (1986) Ronalda Harwooda i Medeę (1988) Eurypidesa. W kierowanym przez niego zespole aktorskim znaleźli się artyści współpracujący z nim wcześniej w Gdańsku i Krakowie: Mirosława Dubrawska, Anna Seniuk, Edmund Fetting, Kazimierz Kaczor, Władysław Kowalski, Franciszek Pieczka, Wojciech Pszoniak i Marek Walczewski oraz inni aktorzy: Krystyna Janda, Elżbieta Kępińska, Mariusz Benoit, Janusz Gajos, Leszek Herdegen, Piotr Machalica, Stanisław Zaczyk czy Zbigniew Zapasiewicz.
Z teatrem współpracowało wielu znakomitych reżyserów, wśród nich Kazimierz Kutz, Aleksander Bardini czy Piotr Cieślak, a także Andrzej Wajda, który w 1977 wystawił w Teatrze Powszechnym spektakl na podstawie Rozmów z katem Kazimierza Moczarskiego, w którym Hübner grał rolę Moczarskiego.

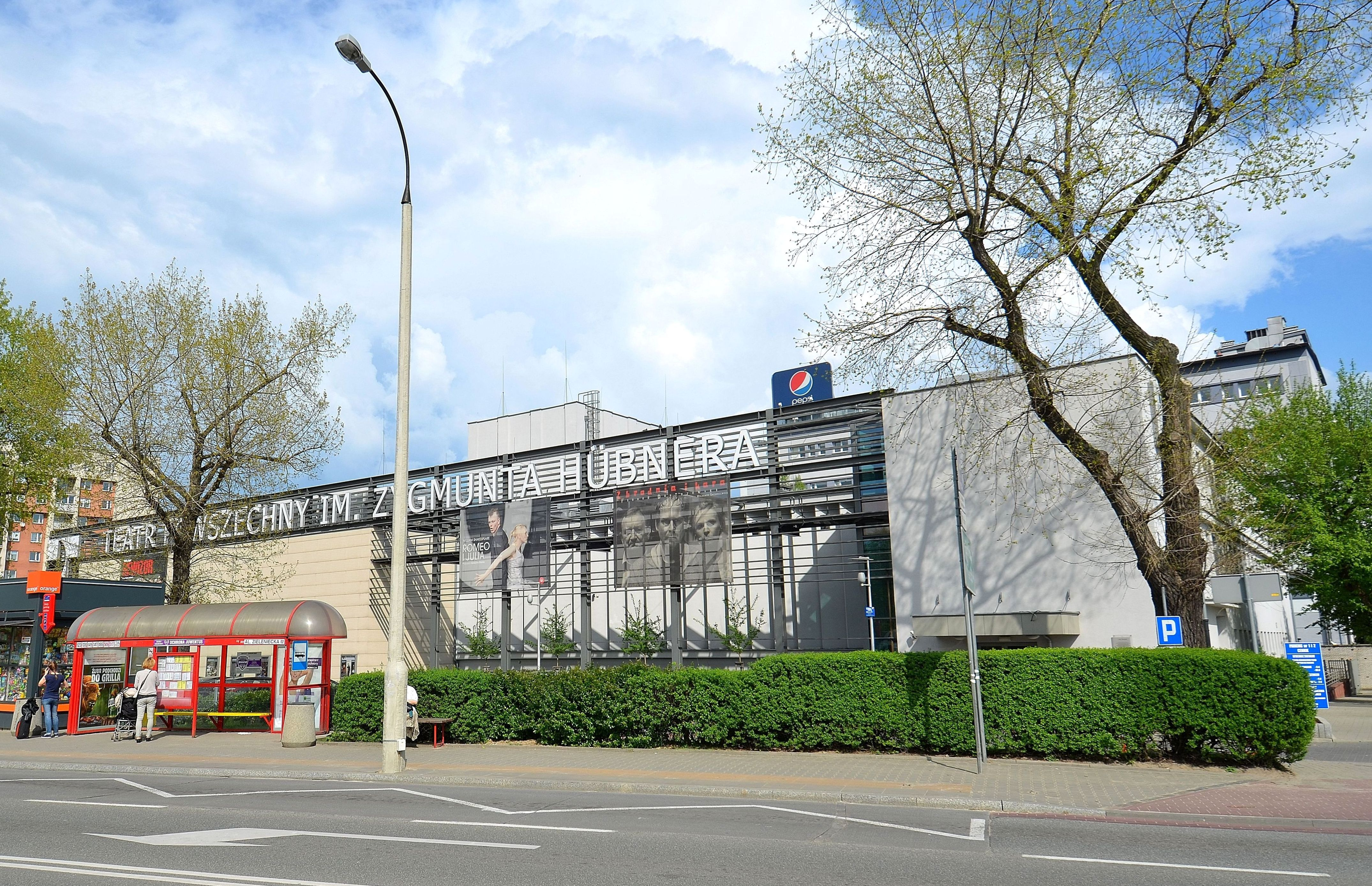
Budynek teatru od strony al. Zielenieckiej

## Sceny Teatru Powszechnego
Teatr Powszechny posiada 3 sceny:
- Scena Duża – realizowane są na niej największe spektakle światowego i krajowego repertuaru.
- Scena Mała – realizowane są na niej bardziej kameralne spektakle światowego i krajowego repertuaru
- Trzecia Scena (DAS) – realizowane są tu projekty multimedialne, spektakle i warsztaty z pogranicza teatru i nowych mediów (VR, AR, 3D), organizowane przez kolektyw programistów i artystów Dream Adoption Society.

## Zespół artystyczny Teatru Powszechnego
opracowano na podst. materiału źródłowego
- Karolina Adamczyk
- Grzegorz Artman
- Klara Bielawka
- Jacek Beler
- Aleksandra Bożek
- Arkadiusz Brykalski
- Michał Czachor
- Mamadou Góo Bâ
- Grzegorz Falkowski
- Anna Ilczuk
- Michał Jarmicki
- Mateusz Łasowski
- Andrzej Kłak
- Magdalena Koleśnik
- Maria Robaszkiewicz
- Karina Seweryn
- Ewa Skibińska
- Oskar Stoczyński
- Julian Świeżewski
- Barbara Wysocka
- Kazimierz Wysota
- Julia Wyszyńska
- Artem Manuilov

Do zespołu artystycznego teatru w przeszłości należeli również m.in.: Edyta Olszówka, Franciszek Pieczka, Jerzy Zelnik, Joanna Szczepkowska, Krzysztof Stroiński, Justyna Sieńczyłło, Katarzyna Herman, Agnieszka Krukówna, Rafał Królikowski, Joanna Żółkowska oraz Andrzej Piszczatowski.